# Казанка (Томський район)
Каза́нка (рос. Казанка) — присілок у складі Томського району Томської області, Росія. Входить до складу Спаського сільського поселення.

## Населення
Населення — 51 особа (2010; 69 у 2002).
Національний склад (станом на 2002 рік):
- татари — 73 %